# Il segreto della sirena
Il segreto della sirena (A Mermaid's Tale) è un film del 2016 diretto da Dustin Rikert.
Pellicola di genere fantasy distribuita solo in DVD e sulle piattaforme televisive.

## Trama
Ryan, un'adolescente rimasta orfana di madre, si trasferisce con il padre in un villaggio di pescatori dove vive il nonno. 
Un giorno salva la vita ad una sirena, rimasta intrappolata in una rete da pesca e da quel momento la sua vita cambia. La ragazza, infatti, scoprirà un nuovo mondo, fino ad ora sconosciuto ai più e permetterà a lei e alla sirena Coral di diventare grandi amiche.

## Distribuzione
In USA è distribuito dalla Lionsgate ed è stato distribuito direttamente in DVD il 16 maggio 2017, mentre in Italia è distribuito dalla Eagle Pictures sempre in DVD il 21 marzo 2018.